# Комарівка (зупинний пункт)
Комарівка — зупинний пункт Південної залізниці на лінії Харків — Мерефа та на лінії Люботин — Мерефа, який розташований у м. Південне Харківського району Харківської області. Відкритий у 1910 році. У 1914 — початку 2000-х років Комарівка була станцією. Належить до Харківської дирекції залізничних перевезень Південної залізниці.
Зупинний пункт має дві територіальні локації на різних лініях, що відокремлені одна від одної на близько 1,5 км, зберігаючи єдину назву та залізничний код станції.

## Зупинний пункт Комарівка на лінії Харків— Мерефа
Зупинний пункт знаходиться на двоколійній лінії Харків — Мерефа між зупинними пунктами Південний та Артемівка. Найближчими станціями є Покотилівка (9 км) та Мерефа (6 км), а до станції Люботин — 12 км.. До станції Харків-Пасажирський — 19 км.
На Комарівці зупиняються потяги приміського сполучення у напрямку Харкова, а також Мерефи, Лозової, Змієва та Краснограда.
На зупинному пункті зупиняється 2 приміські потяги на добу (Огульці імені Олександра Пучка — Мерефа та Мерефа — Люботин)

### Історія
Зупинний пункт було створено у 1910 році.
У 1914 році між Південним та Комарівкою було збудовано обгінну колію з тупиком на станції Комарівка.
У 1957 році тоді станція була електрифікована постійним струмом під час електрифікації лінії Харків — Мерефа.
В довідниках 1960-х — 1970-х років Комарівка фігурує як станція. Станом на 1978 рік лінія Люботин — Мерефа була електрифікована постійним струмом. Відомо, що станом на 1990 рік Комарівка залишалась станцією. Остання згадка про Комарівку як станцію датується 2004-м роком. Водночас з 2006 року вона відома як зупинний пункт.
На теперішній час обгінну колію з тупиком демонтовано. Час цих дій точно не встановлено.
Зупинний пункт приписано до станції Покотилівка.
Поблизу зупинного пункту знаходиться база Південної залізниці.